# Triclopyricarb
Triclopyricarb ist eine chemische Verbindung aus der Gruppe der Strobilurine.

## Verwendung
Triclopyricarb wird als Fungizid verwendet und wurde vom Shenyang Research Institute of Chemical Industry (SYRICI) entwickelt. Die Wirkung beruht auf der Hemmung der Cytochrom-c-Reduktase an der Qo-Stelle.

## Zulassung
Triclopyricarb ist in der Europäischen Union und in der Schweiz nicht als Pflanzenschutzwirkstoff zugelassen.